# Åstol
Åstol är en ö och en ort i Tjörns kommun i Rönnängs socken i Bohuslän. 2015 förlorade Åstol sin status som tätort på grund av att folkmängden minskat till under 200 personer. Istället kom orten att utgöra en småort.
Åstol ligger alldeles söder om Tjörn (nära Marstrand) och har cirka 200 åretruntboende. Ön går att nå via färjan Hakefjord, som utgår från Rönnäng på Tjörn och även trafikerar Tjörnekalv samt Åstols grannö Dyrön.
Sommartid finns även färjeförbindelse till och från Marstrand.

## Historia
Åstol var en fiskeplats. På Åstol fanns dessutom ett vadbinderi (trålverkstad), isverk, som inte bara försåg Åstolflottan med is utan även fiskelägena runt omkring och flera bunkerbåtar. Det fanns även en strandkassa som tillhandahöll allt som behövdes inom fisket, flera speceriaffärer samt ett bageri. Under senare delen av 1960-talet gick det inte att bygga fler hus på ön, det fanns inga fler tomter. Fiskenäringen upphörde på 1970-talet när även de moderna ståltrålarna, en del bara ett par år gamla, såldes av.
Åstol var beläget i Stenkyrka socken och ingick efter kommunreformen 1862 i Stenkyrka landskommun. I denna inrättades för orten 29 januari 1886 Tjörnekalvs municipalsamhälle, vilket från 1918 med orten ingick i den då bildades Rönnängs landskommun. Denna uppgick med municipalsamhället och orten i Tjörns landskommun, där municipalsamhället kom att upplösas 31 december 1959. År 1900 hade municipalsamhället 365 invånare och 1925 var antalet 448 invånare. Sedan 1971 ingår orten i Tjörns kommun.

### Befolkningsutveckling
Åstol har som mest haft cirka 550 invånare. 2015 förlorade Åstol sin status som tätort på grund av att folkmängden minskat till under 200 personer. Istället kom orten att utgöra en småort.
| Befolkningsutvecklingen i Åstol 1900–2015                                         | Befolkningsutvecklingen i Åstol 1900–2015 | Befolkningsutvecklingen i Åstol 1900–2015 | Befolkningsutvecklingen i Åstol 1900–2015 | Befolkningsutvecklingen i Åstol 1900–2015 |
| --------------------------------------------------------------------------------- | ----------------------------------------- | ----------------------------------------- | ----------------------------------------- | ----------------------------------------- |
|                                                                                   |                                           |                                           |                                           |                                           |
| År                                                                                |                                           |                                           | Folkmängd                                 | Areal (ha)                                |
| 1900                                                                              | 1900                                      |                                           | 338                                       | †                                         |
| 1960                                                                              | 1960                                      |                                           | 540                                       |                                           |
| 1965                                                                              | 1965                                      |                                           | 500                                       |                                           |
| 1970                                                                              | 1970                                      |                                           | 430                                       |                                           |
| 1975                                                                              | 1975                                      |                                           | 398                                       |                                           |
| 1980                                                                              | 1980                                      |                                           | 378                                       |                                           |
| 1990                                                                              | 1990                                      |                                           | 326                                       | 14                                        |
| 1995                                                                              | 1995                                      |                                           | 296                                       | 14                                        |
| 2000                                                                              | 2000                                      |                                           | 257                                       | 14                                        |
| 2005                                                                              | 2005                                      |                                           | 238                                       | 14                                        |
| 2010                                                                              | 2010                                      |                                           | 210                                       | 15                                        |
| 2015                                                                              | 2015                                      |                                           | 189                                       | 13#                                       |
| Anm.: Ej tätort 2015. † Befolkning runt ett municipalsamhälle 1900. # Som småort. |                                           |                                           |                                           |                                           |

## Samhället
Åstols Handelsbod är livsmedelsbutiken på ön, den är öppen året om.
Mitt i hamnen ligger Åstols café, inrymt i ett gammalt magasin.
Fisketursbåten Hajen tar med sig sportfiskare ut till havs.

## Kultur
Åstol är känt för visaftnar i ett ombyggt rökeri längst ut i hamnen. Galenskaparna och After Shave spädde på berömmelsen genom att göra en film av sin berättelse om Åke från Åstol, en parodi på Kristina från Duvemåla, inspelad på plats sommaren 1998. Musikgrupperna Coldtears och Åstolpojkarna kommer också från Åstol.

## Personer med koppling till Åstol
Några kända åstolare är Janne Josefsson, Birgitta Stenberg, Rosita Runegrund, Peter Harryson och David Johansson.

## Bilder

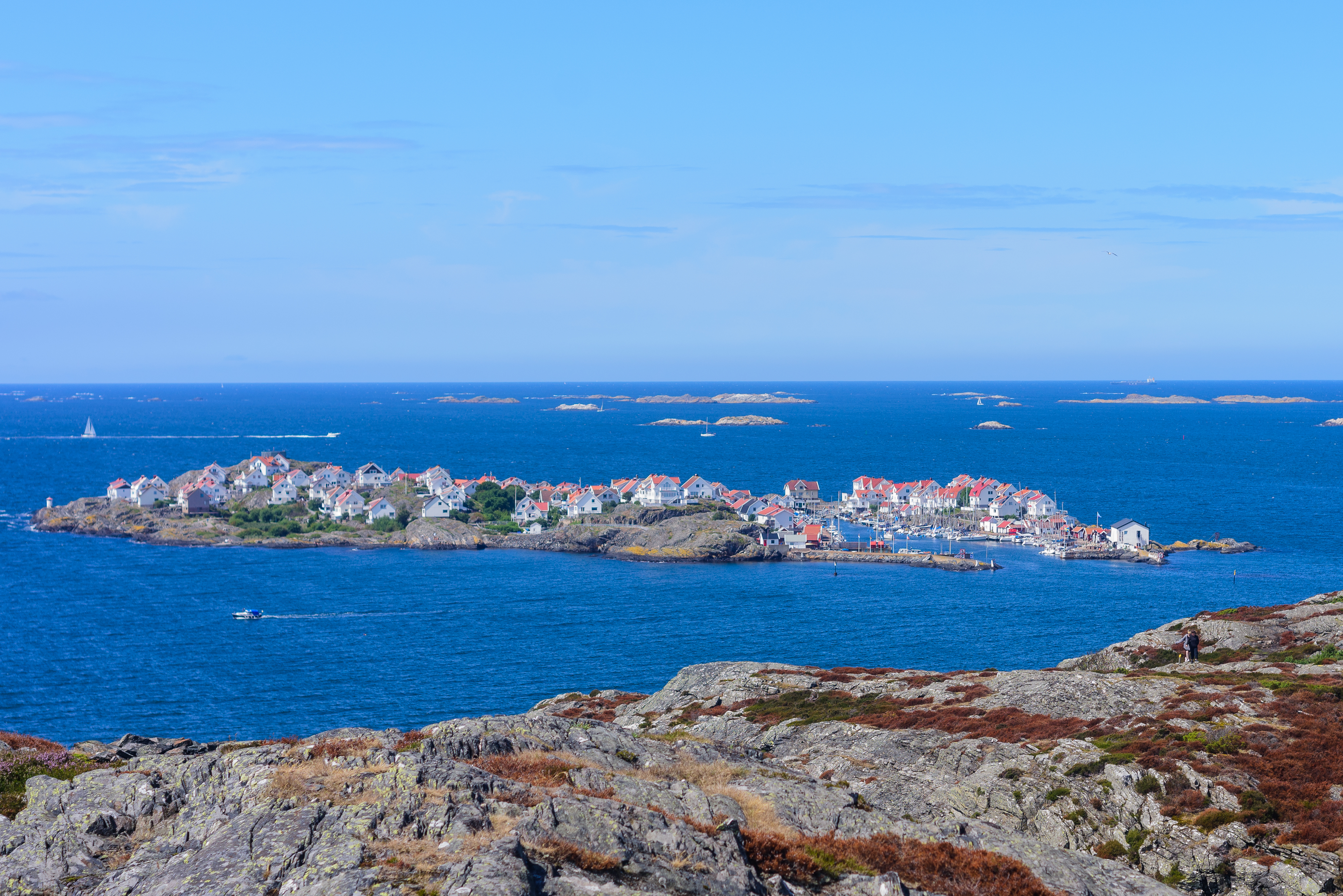
Åstol sett från Stora Dyrön.
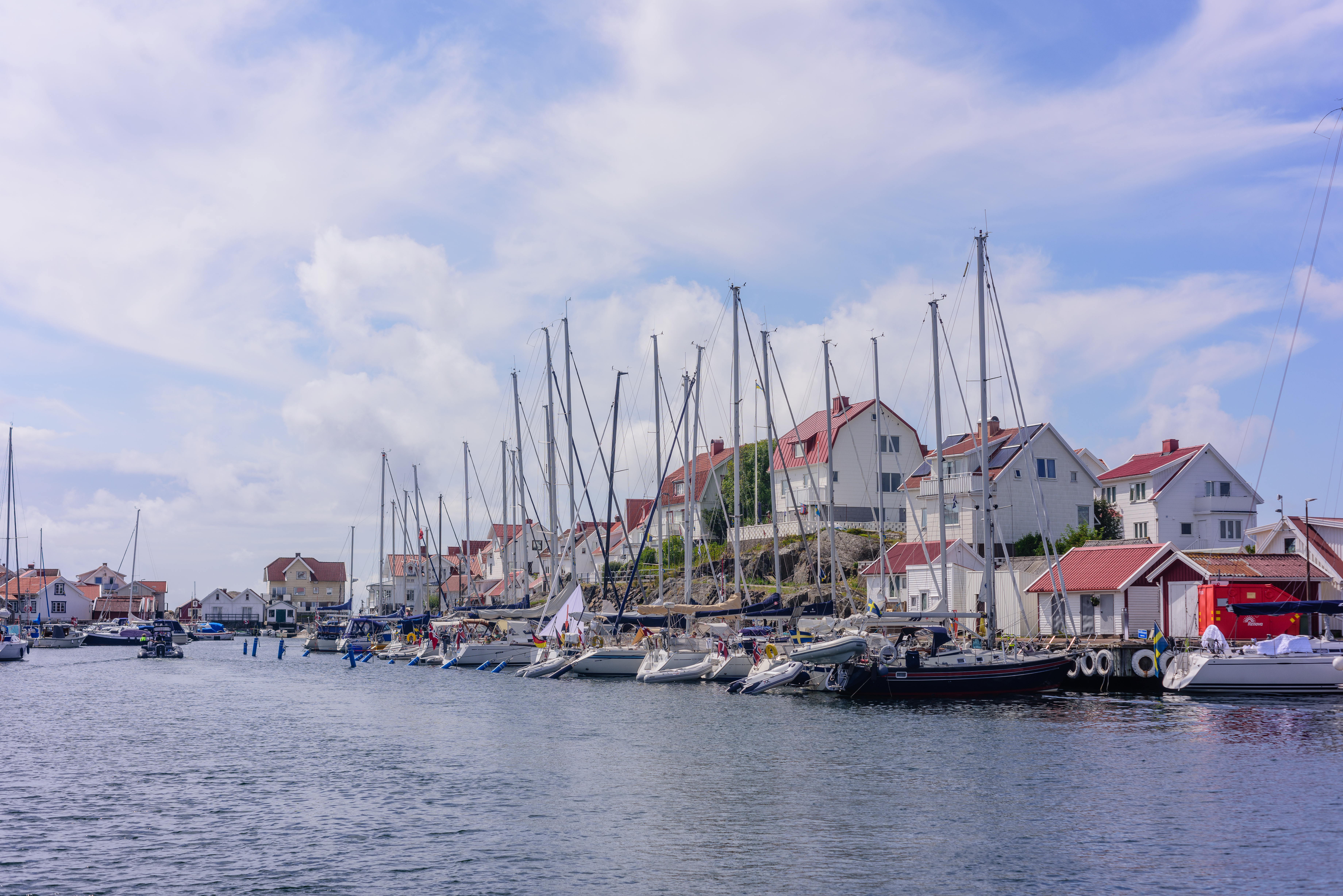
Hamnen på Åstol.
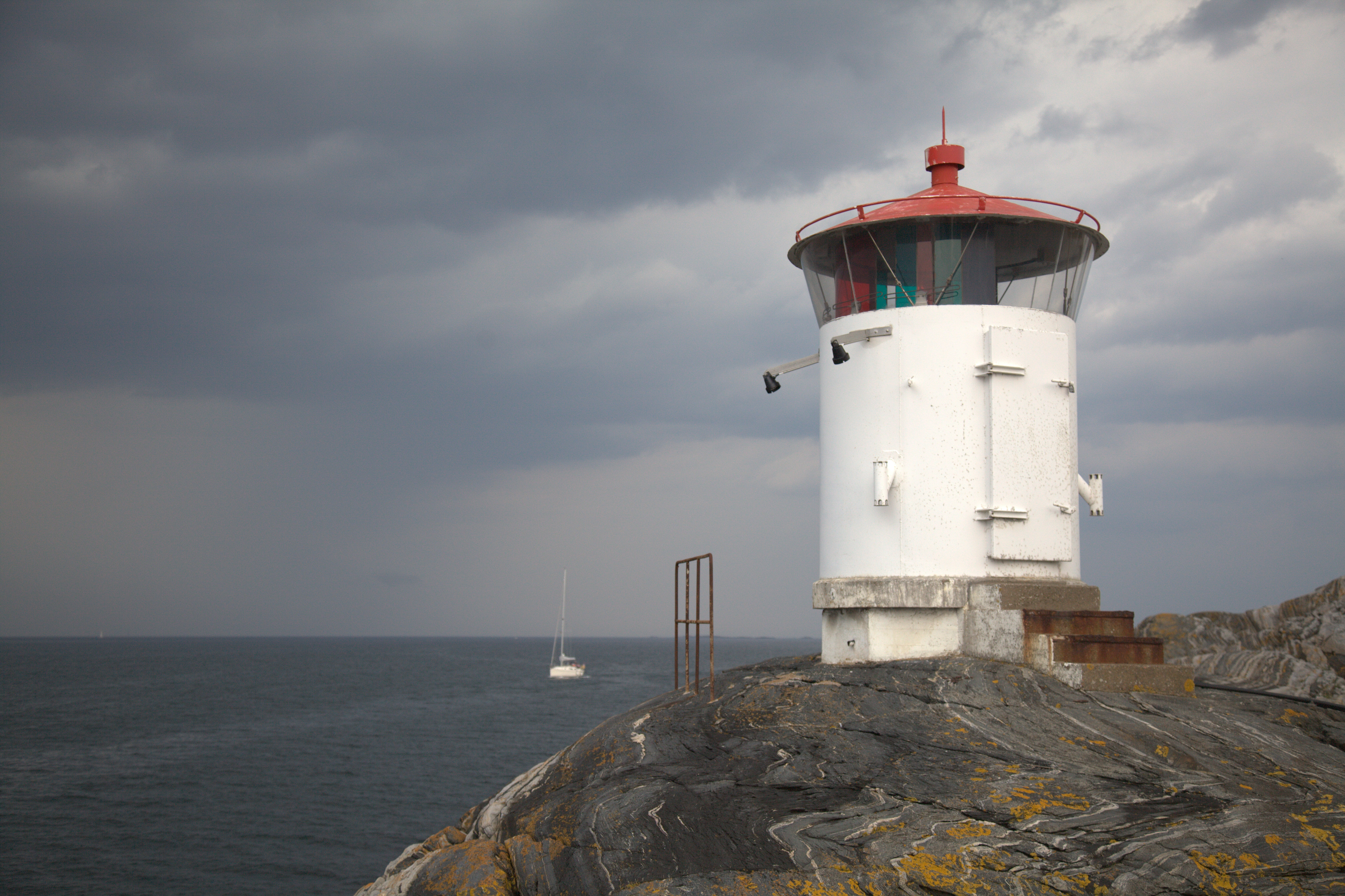
Åstols fyr.